# 關東地方道路列表
關東地方道路一覽是日本關東地區的道路列表。 

## 超廣域
- E4東北自動車道（川口JCT～青森）
- E17關越自動車道（練馬～長岡JCT）
- E18上信越自動車道（藤岡JCT～上越JCT）
- E6常磐自動車道（三鄉～亙理）
- E20/E19/E68/E52中央自動車道（高井戶～小牧JCT、大月JCT～河口湖）
- E1東名高速道路（東京～小牧）
- E1A/E52/E69新東名高速道路（海老名南JCT～伊勢原大山IC、御殿場JCT～豐田東JCT，其他建設中）
- 國道1號（東京都中央區～大阪府大阪市）
- 國道4號（東京都中央區～青森縣青森市）
- 國道6號（東京都中央區～宮城縣仙台市）
- 國道17號（東京都中央區～新潟縣新潟市）
- 國道18號（群馬縣高崎市～新潟縣上越市）
- 國道20號（東京都中央區～長野縣塩尻市）
- 國道118號（茨城縣水戶市～福島縣會津若松市）
- 國道121號（山形縣米澤市～栃木縣芳賀郡益子町）
- 國道135號（靜岡縣下田市～神奈川縣小田原市）
- 國道139號（靜岡縣富士市～東京都西多摩郡奥多摩町）
- 國道140號（埼玉縣熊谷市～山梨縣南巨摩郡富士川町）
- 國道144號（群馬縣吾妻郡長野原町～長野縣上田市）
- 國道146號（群馬縣吾妻郡長野原町～長野縣北佐久郡輕井澤町）
- 國道246號（東京都千代田區～靜岡縣沼津市）
- 國道254號（東京都文京區～長野縣松本市）
- 國道291號（群馬縣前橋市～新潟縣柏崎市）
- 國道292號（群馬縣吾妻郡長野原町～新潟縣妙高市）
- 國道294號（千葉縣柏市～福島縣會津若松市）
- 國道299號（長野縣茅野市～埼玉縣入間市）
- 國道349號（茨城縣水戶市～宮城縣柴田郡柴田町）
- 國道352號（新潟縣柏崎市～栃木縣河內郡上三川町）
- 國道353號（群馬縣桐生市～新潟縣柏崎市）
- 國道400號（茨城縣水戶市～福島縣耶麻郡西會津町）
- 國道401號（福島縣會津若鬆市～群馬縣沼田市）
- 國道405號（群馬縣吾妻郡中之條町～新潟縣上越市）
- 國道406號（長野縣大町市～群馬縣高崎市）
- 國道411號（東京都八王子市～山梨縣甲府市）
- 國道413號（山梨縣富士吉田市～神奈川縣相模原市）
- 國道462號（長野縣佐久市～群馬縣伊勢崎市）

## 廣域
- C3東京外環自動車道（大泉JCT～高谷JCT）
- E51東關東自動車道（高谷JCT～潮來、鉾田～茨城町JCT）
- E50北關東自動車道（高崎JCT～常陸那珂）
- C4/E66首都圈中央連絡自動車道（國道468號）
- 國道14號（東京都中央區～千葉縣千葉市）（京葉道路）
- 國道15號（東京都中央區～神奈川縣橫濱市）
- 國道16號（神奈川縣橫濱市～千葉縣富津市）
- 國道50號（群馬縣前橋市～茨城縣水戶市）
- 國道51號（千葉縣千葉市～茨城縣水戶市）
- 國道120號（栃木縣日光市～群馬縣沼田市）
- 國道122號（栃木縣日光市～東京都豐島區）
- 國道123號（栃木縣宇都宮市～茨城縣水戶市）
- 國道124號（千葉縣銚子市～茨城縣水戶市）
- 國道125號（千葉縣香取市～埼玉縣熊谷市）
- 國道293號（茨城縣日立市～栃木縣足利市）
- 國道298號（埼玉縣和光市～千葉縣市川市）
- 國道354號（群馬縣高崎市～茨城縣鉾田市）
- 國道355號（千葉縣香取市～茨城縣笠間市）
- 國道357號（千葉縣千葉市～神奈川縣橫須賀市）
- 國道407號（栃木縣足利市～埼玉縣入間市）
- 國道408號（千葉縣成田市～栃木縣塩谷郡高根澤町）
- 國道409號（神奈川縣川崎市～千葉縣成田市）（東京灣橫斷道路）
- 國道461號（栃木縣今市市～茨城縣日立市）
- 國道466號（東京都世田谷區～神奈川縣橫濱市）（第三京濱）
- 國道468號（神奈川縣橫濱市～千葉縣木更津市）
- 首都高速道路灣岸線（B）（並木～高谷JCT）

## 茨城縣

### 廣域
- 國道245號（茨城縣水戶市～茨城縣日立市）
- E50東水戶道路

### 縣道
- 茨城縣縣道列表

### 日立市
- 日立收費道路（縣道66號）

### 筑波市
- 筑波天際線

### 常陸那珂市
- E50常陸那珂收費道路

### 常總市
- 水海道收費道路

## 栃木縣

### 廣域
- 國道119號（栃木縣日光市～栃木縣宇都宮市）（日光宇都宮道路）

### 縣道
- 栃木縣縣道列表

### 收費道路
- E81日光宇都宮道路

## 群馬縣

### 廣域
- 國道145號（群馬縣吾妻郡長野原町～群馬縣沼田市）

### 縣道
- 群馬縣縣道列表

### 嬬恋村
- 万座公路（群馬縣吾妻郡嬬恋村）
- 鬼押公路（群馬縣吾妻郡嬬恋村，部分位於長野縣北佐久郡輕井澤町）

## 埼玉縣

### 廣域
- 國道463號（埼玉縣越谷市～埼玉縣入間市）
- 熊谷東松山道路（埼玉縣熊谷市～埼玉縣比企郡滑川町）
- 皆野寄居繞道（埼玉縣大里郡寄居町～埼玉縣秩父郡皆野町）

### 縣道
- 埼玉縣縣道列表

### 埼玉市
- 首都高速道路埼玉新都心線（S2）（與野JCT～琦玉見沼）
- 首都高速道路埼玉大宮線（S5）（美女木JCT～與野JCT）

## 千葉縣

### 廣域
- E14館山自動車道（蘇我～君津）
- E14富津館山道路（君津～南房總市）
- 東總收費道路
- 九十九里收費道路
- 房總天際線
- 國道16號E14京葉道路
- 國道126號（千葉縣銚子市～千葉縣千葉市）（千葉東金道路）
- 國道127號（千葉縣館山市～千葉縣木更津市）（富津館山道路）
- 國道128號（千葉縣館山市～千葉縣千葉市）
- 國道296號（千葉縣匝瑳市～千葉縣船橋市）
- 國道297號（千葉縣館山市～千葉縣市原市）
- 國道356號（千葉縣銚子市～千葉縣我孫子市）
- 國道410號（千葉縣館山市～千葉縣木更津市）
- 國道464號（千葉縣松戶市～千葉縣成田市）
- 國道465號（千葉縣茂原市～千葉縣富津市）

### 縣道
- 千葉縣縣道列表

### 千葉市
- E82千葉東金道路（千葉～東金）
- 千葉外房收費道路（千葉～茂原）

### 成田市
- E65新機場自動車道（成田～新機場）
- 國道295號（千葉縣成田國際機場～千葉縣成田市）

## 東京都

### 都道
- 東京都都道列表

### 都道（首都高速道路）
- 首都高速都心環狀線（C1）
- 首都高速中央環狀線（C2）（板橋JCT～葛西JCT）
- 首都高速1號上野線（江戶橋JCT～入谷）
- 首都高速1號羽田線（濱崎橋JCT～羽田）
- 首都高速2號目黑線（一橋JCT～戶越）
- 首都高速3號澀谷線（谷町JCT～T用賀）
- 首都高速4號新宿線（三宅坂JCT～高井戶）
- 首都高速5號池袋線（竹橋JCT～美女木JCT）（部份為埼玉縣道）
- 首都高速6號向島線（江戶橋JCT～堀切JCT）
- 首都高速6號三鄉線（小菅JCT～三郷JCT）
- 首都高速7號小松川線（兩國JCT～谷河内）
- 首都高速9號深川線（箱崎JCT～辰巳JCT）
- 首都高速10號晴海線（東雲JCT～豐州）
- 首都高速11號台場線（芝浦JCT～有明JCT）
- 首都高速川口線（S1）（江北～川口JCT）
- 首都高速八重洲線（Y）（神田橋JCT～汐留JCT）
- 首都高速道路灣岸分岐線（昭和島JCT～東海JCT）
- 東京高速道路（KK線）（汐留JCT～京橋JCT）

### 港區
- 國道130號（東京都東京港～東京都港區芝一丁目）

### 大田區
- 國道131號（東京都羽田機場～東京都大田區大森東二丁目）

## 神奈川縣

### 廣域
- 國道129號（神奈川縣平塚市～神奈川縣相模原市）
- 國道134號（神奈川縣橫須賀市～神奈川縣中郡大磯町）
- 國道255號（神奈川縣足柄上郡松田町～神奈川縣小田原市）
- 國道271號（神奈川縣小田原市～神奈川縣厚木市）（小田原厚木道路）
- 國道412號（神奈川縣平塚市～神奈川縣相模原市藤野町）
- 國道467號（神奈川縣大和市～神奈川縣藤澤市）
- 國道16號E16橫濱橫須賀道路
- 逗葉新道
- 箱根快速公路大觀山線（神奈川縣小田原市～神奈川縣足柄下郡湯河原町）
- 箱根快速公路十國線（神奈川縣足柄下郡箱根町～神奈川縣足柄下郡湯河原町）

### 縣道
- 神奈川縣縣道列表

### 橫濱市
- 國道133號（神奈川縣橫濱港～神奈川縣橫濱市中區櫻木町）
- 首都高速神奈川1號橫羽線（K1）（羽田～石川町JCT）
- 首都高速神奈川2號三澤線（K2）（金港JCT～三澤）
- 首都高速神奈川3號狩場線（K3）（本牧JCT～狩場）
- 首都高速神奈川5號大黑線（K5）（生麥JCT～大黑JCT）
- 首都高速神奈川7號橫濱北線（K7）（生麥JCT～橫濱港北JCT）
- 首都高速神奈川7號橫濱北西線（K7）（橫濱青葉JCT～橫濱港北JCT）
- 國道1號E83橫濱新道
- 國道16號保土谷繞道
- 3環狀10放射
  - 環狀2號線
  - 環狀3號線
  - 環狀4號線
  - 都市計劃道路橫濱藤澤線
  - 都市計劃道路羽澤池邊線
  - 都市計劃道路山下長津田線
  - 神奈川縣道21號橫濱鐮倉線（鎌倉街道）
  - 都市計劃道路桂町戶塚遠藤線
  - 神奈川縣道22號橫濱伊勢原線（用田繞道、長後街道）
  - 都市計劃道路日吉元石川線（包含神奈川縣道102號荏田綱島線全線、神奈川縣道13號橫濱生田線一部分）
  - 神奈川縣道12號橫濱上麻生線
  - 都市計劃道路橫濱逗子線（包含笹下釜利谷道路一部分）
  - 都市計劃道路權太坂和泉線（包含神奈川縣道218號彌生台櫻木町線一部分）

### 川崎市
- 國道132號（神奈川縣川崎港～神奈川縣川崎市川崎區宮前町）
- 首都高速神奈川6號川崎線（K6）（殿町～川崎浮島JCT）

### 湯河原町
- 湯河原公園路（神奈川縣足柄下郡湯河原町）